# Eulophia cooperi
Eulophia cooperi är en orkidéart som beskrevs av Heinrich Gustav Reichenbach. Eulophia cooperi ingår i släktet Eulophia och familjen orkidéer. Inga underarter finns listade i Catalogue of Life.